# Yuri Alexandrovich Krutkov
Yuri Alexandrovich Krutkov (em russo:  Юрий Александрович Крутков; São Petersburgo, 29 de maio de 1890 – Leningrado, 12 de setembro de 1952) foi um físico russo e soviético. Participou junto com o Grupo Hertz do projeto soviético da bomba atômica. Apesar de seus méritos para o armamento da União Soviética foi temporariamente perseguido e aprisionado pelo NKVD.

## Biografia
Krutkov cresceu em São Petersburgo em uma família intelectual. Sua família mudou-se para a Ucrânia, onde seu pai trabalhou como diretor de uma escola secundária em Slatopol (Oblast de Kirovogrado) e Lubni (Oblast de Poltava). Em 1906 a família retornou para São Petersburgo, e dois anos depois Krutkov se matriculou na Faculdade de Física-Matemática da Universidade Estatal de São Petersburgo. Lá estudou com professores russos e se juntou aos círculos estudantis da época. O físico Paul Ehrenfest exerceu influência especial sobre ele. Em 1915 completou o curso na universidade e se preparou para o cargo de professor. A partir de 1918 participou da estruturação de uma pesquisa física soviética, lecionou no recém-fundado Instituto Politécnico de Petrogrado e participou da recém-fundada Comissão Atômica do Instituto Óptico Estatal.
Em 1919 Krutkov defendeu sua tese de doutorado sobre "invariantes adiabáticos", publicada em 1921. No mesmo ano já era professor da Universidade de São Petersburgo e físico sênior do Instituto de Física-Matemática da Academia de Ciências. Em 1922 tornou-se presidente da Seção de Física da Sociedade Russa de Físico-Química, e em 1924 trabalhou na câmara principal de pesos e medidas.
Em 1922 recebeu uma bolsa de estudos da Fundação Rockefeller, que lhe permitiu viajar para a Alemanha e Holanda para adquirir equipamentos e livros. Na viagem conheceu físicos famosos como Albert Einstein, Hendrik Lorentz e Peter Debye. Krutkow reconheceu erros na recepção de Einstein das teorias cosmológicas de Alexander Friedmann, que Einstein mais tarde admitiu. Depois Krutkov viajou várias vezes para a Alemanha, entre outros para Göttingen, Hamburgo e Berlim.
Na década de 1930 Krutkov lecionou na Universidade de Leningrado, na Academia Militar de Engenharia da Força Aérea Prof. N. J. Jukovski, diretor da Cátedra de Mecânica Teórica do Instituto Militar de Engenharia, trabalhou no Departamento de Física Teórica do Instituto de Física da Academia de Ciências da União Soviética.
Em 1933 foi eleito membro correspondente da Academia de Ciências da União Soviética.
Em 30 de dezembro de 1936 foi preso em conexão com o caso Pulkovo e sentenciado em 25 de maio de 1937 no contexto do Grande Terror de 1937 a 10 anos de prisão. Graças à intercessão do cientista e acadêmico Alexei Krylov teve a oportunidade de trabalhar em detenção em sua área de especialização. Em 4 de março de 1947 foi libertado da prisão e pôde retomar seu posto na Universidade de Leningrado após seu retorno. Chefiou o Departamento de Mecânica da Faculdade de Matemática e Mecânica da Universidade Estadual de Leningrado.
Em 1946-1947 trabalhou em conjunto com os cientistas atômicos alemães do grupo Gustav Hertz em Sucumi. Por esta atividade recebeu o Prêmio Stalin 2.º Grau de 1951, juntamente com Heinz Barwich e Gustav Hertz. Seus resultados na pesquisa de dinâmica, difusão de gás e separação de isótopos foram posteriormente utilizados no complexo industrial de Novouralsk.
Nos últimos anos de sua vida trabalhou com teoria da elasticidade.
Krutkov morreu em 12 de setembro de 1952 após um grave problema no coração. Pouco antes de sua morte soube do Prêmio Stalin por seu trabalho no campo da física atômica.
Foi postumamente reabilitado em 8 de agosto de 1957 pelo Tribunal Militar da União Soviética. Em 13 de dezembro de 1957 o Presidium da Academia de Ciências restituiu-lhe os direitos post mortem como um membro correspondente da Academia de Ciências da União Soviética.

## Reconhecimentos
- 1933 Membro correspondente da Academia de Ciências da União Soviética
- 1934 doutor honorário de ciências físico-matemáticas
- 1951 Prêmio Stalin 2.º Grau

## Publicações
- Adiabatische Invarianten und ihre Anwendungen in der theoretischen Physik, Berlim 1921.
- Tensor der Spannungsfunktionen und allgemeine Lösungen in der Statik der Theorie der Elastizität, Verlag der Akademie der Wissenschaften der UdSSR, 1949 (em russo).